# Tramlijn Venlo - Tegelen - Steyl

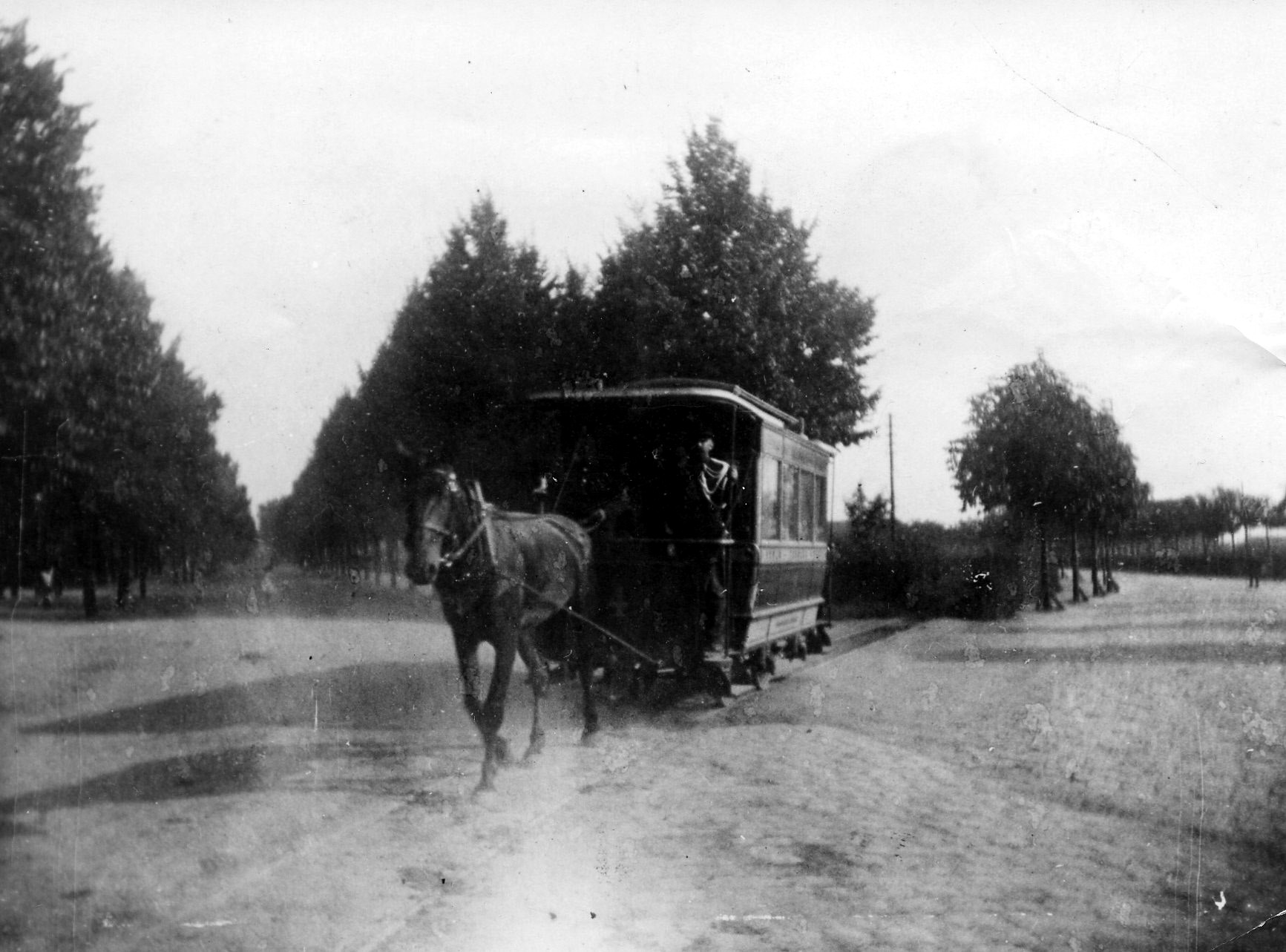
De paardentram in 1908

De tramlijn Venlo - Tegelen - Steyl, (VTS) was een tramlijn van Venlo via Tegelen naar het kloosterdorp Steyl. Deze eerste tramlijn in Nederlands Limburg heeft gefunctioneerd van 1888 tot 1918, aanvankelijk als paardentram, later als motortram.

## Ontwikkeling paardentramlijn
Venlo had een aantal spoorwegverbindingen, maar over de verharde Rijksweg was Steyl vanaf het station te voet zeker een uur. Otto de Burlett kreeg op 29 december 1882 een concessie voor een stoomtram, maar hij kreeg het benodigde geld niet bij elkaar. Vijf jaar later was een poging met een paardentram succesvoller, want op 3 november 1887 werd in Venlo de N.V. ‘Tramweg-Maatschappij Venlo-Tegelen-Steyl’ (VTS) opgericht. Er werden 140 aandelen van 250 gulden uitgegeven en de drie oprichters hadden een deel van de aandelen: Architect Johannes Jonkergouw uit Blerick had zes aandelen en werd directeur, architect Felix Keuller uit Venlo had vier aandelen en houthandelaar August Wendehorst een. 
Vanaf maart 1888 legden de aannemers Ernst en Stoffels uit Belfeld de tramrails in de bestrating. De lijn begon voor station Venlo en eindigde voor het Missiehuis op het Veerplein in Steyl, een lengte van 6,3 kilometer, bij een ongewoon smalle spoorwijdte van 750 mm. 
De lijn werd in dienst genomen op 21 mei 1888. Als laatste Nederlandse provincie had Limburg dan eindelijk een tramlijn, al in november 1889 gevolgd door de tramlijn Aken - Vaals. Er waren geen officiële feestelijkheden, maar veel inwoners van Tegelen en Steyl staken de vlag wel uit. In Steyl was een wachtlokaal en een houten stalling voor het paard. Er waren acht ritten heen en terug per dag en een rit duurde 49 minuten. De rijtijd is later verkort tot 35 minuten. Eduard Kiesbrink uit Venlo regelde de paarden en koetsiers. In eerste volle jaar dat de lijn in bedrijf was, waren er gemiddeld bijna 130 passagiers per dag. De zomer was de drukste periode, want dan wilden extra veel reizigers naar het Missiehuis in Steyl. Ook op katholieke feestdagen en kermissen werd de lijn goed gebruikt. In 1894 kwam bij station Venlo een opslagloods in gebruik. In 1898 werd August Wendehorst directeur. In 1901 verzocht hij de gemeente Tegelen de knik naar Kruis niet meer te maken door de Rijksweg te blijven volgen en hierdoor elke rit 100 meter te verkorten. De bewoners van de Spoorstraat lobbyden echter met succes voor de instandhouding van hun verbinding. Op 14 maart 1909 kocht Wendehorst de aandeelhouders uit. Hij betaalde zijn personeel goed en zat van tijd tot tijd ook op de bok. De tarieven waren twee keer zo hoog als gebruikelijk, maar er was geen alternatief en vooral de Duitse reizigers brachten veel geld binnen. Vanaf 1910 kon het materieel ook in de remise bij de Drie Kronen worden gestald. Ook werd in dat jaar een extra wisselplaats bij het eindpunt in Steyl en bij de Roermondsepoort aangelegd. Deze laatste werd twee jaar later vervangen door een wisselplaats aan het begin van de Spoorstraat in Tegelen. 
| Jaar | Reizigers | Prijs enkeltje | Opmerkingen           |
| ---- | --------- | -------------- | --------------------- |
| 1888 | 37.146    | 18 cent        | periode van 7 maanden |
| 1889 | 47.085    |                |                       |
| 1910 | 75.000    | 24 cent        |                       |
| 1911 | 109.975   |                | 18.600 gulden         |
| 1917 | 208.771   |                |                       |

## Grootste bloeiperiode als motortramlijn
Op 9 november 1910 werd de paarden vervangen door motorlocomotieven op benzol, een product dat uit koolteer werd gewonnen en voornamelijk bestond uit benzeen en tolueen. Tegelijkertijd werd het spoor grotendeels vernieuwd. Hierdoor was de ritduur nog dertig minuten en er kwamen negen retourritten per dag. De locomotieven reden achteruit naar Steyl en vooruit naar de stad. In datzelfde jaar begon een concurrent een busdienst op hetzelfde traject met vier retourritten per dag. In 1911 ging de lijn over naar de N.V. Eerst Nederlandse Motor Tram Venlo-Tegelen-Steyl (MVTS) met 400 aandelen van ƒ500,- elk. Cesar Haffmans uit Venlo was een van de aandeelhouders en werd directeur. Ook ir. Leonard Sijrier (geboren 13 januari 1851 in Tegelen) had aandelen en hij is de grootvader van actrice Myra Ward. In 1911 werd nieuw materieel aangeschaft en werd er flink meer passagiers vervoerd dan in 1910. Vanaf voorjaar 1912 was het mogelijk over te stappen op de stoomtramlijn Venlo - Maasbree - Helden. Het tramstation van die lijn lag iets ten westen van de VTS-halte Roermondsepoort. In 1913 kreeg ook deze VTS-halte een houten wachtlokaal. Vanaf midden 1913 was er nog een extra overstapmogelijkheid, omdat de stoomtramlijn Nijmegen - Venlo gereedkwam en een tramstation had voor het spoorwegstation Venlo. In augustus 1914 droogde de stroom reizigers uit Duitsland op, want de grenzen gingen dicht vanwege de Eerste Wereldoorlog. Ondanks dit gegeven was 1917 het topjaar wat betreft reizigersaantallen.

## Opheffing
Vanwege de oorlog was begin 1918 benzol niet meer te verkrijgen. De brandstof kwam namelijk uit Duitsland en hier werd opeens glycerol uitgehaald voor de vervaardiging van de springstof nitroglycerine. Korte tijd is overgestapt naar petroleum, maar dit halveerde de trekkracht van de locomotieven. Vanaf 18 januari waren er daarom slechts vijf retourritten en op 3 februari werd de dienst gestaakt. De lijn werd in datzelfde jaar nog opgebroken, wat gunstig was doordat de oud-ijzerprijs zesmaal hoger was dan voor de oorlog. Daarna is gepoogd om de concessie te verkopen aan de Centrale Limburgsche Stoomtramweg-Maatschappij, maar die had geen interesse. De MVTS had nog plannen om de lijn in meterspoor aan te leggen, maar dit plan is niet uitgevoerd. Eind 1921 werd nog onderhandeld met de Limburgsche Tramweg-Maatschappij, maar hier kwam niets uit omdat de concessiehouders te veel eisten. Vanaf september 1923 reed de Maas-buurtspoorweg (MBS) tien retourritten met bussen op het traject. De MBS wilde toen een stoomtramlijn aanleggen. Dit plan werd in 1925 afgeschoten, omdat de tram niet in de Rijksweg gelegd mocht worden vanwege het steeds drukker wordende verkeer.

## Materieel
De paardentram had uiteindelijk negen rijtuigen, waarvan er vijf gesloten waren en vier open. In 1910 kwamen hier twee groene locomotieven bij van Gasmotoren-Fabrik Deutz AG type C XII met fabrieksnummers 828 en 829 voor ƒ8.000,- per stuk. In 1912 volgde nog een locomotief type C XII van dezelfde fabriek met fabrieksnummer 954. Deze drie locomotieven hadden een vermogen van 12 kW en liepen op benzeen. Ze hadden twee versnellingen en reden daarom ofwel zes kilometer per uur ofwel vijftien.
| Nummer           | In dienst | Bouwer             | Type             | Zitplaatsen | Staplaatsen |
| ---------------- | --------- | ------------------ | ---------------- | ----------- | ----------- |
| 1 en 2           | 1888      | P. Herbrand & Cie. | gesloten rijtuig | 14          | 10          |
| 3                | 1894      | VTS                | open rijtuig     | 24          | 12          |
| 4                | 1899      | Herbrand           | gesloten rijtuig | 14          | 10          |
| 5 en 6           | 1901      | Herbrand           | open rijtuig     | 20          | 14          |
| 7 en 8           | 1906      | Herbrand           | gesloten rijtuig | 14          | 14          |
| 9                | 1906      | Herbrand           | open rijtuig     | 28          | 12          |
| (geen)           | 1910      | (onbekend)         | zoutstrooiwagen  |             |             |
| I en II          | 1910      | Deutz AG           | motorlocomotief  |             |             |
| 10, 11, 12 en 13 | 1911      | Herbrand           | gesloten rijtuig | 14          | 14          |
| III              | 1912      | Deutz AG           | motorlocomotief  |             |             |

Na de opheffing werden de locomotieven I en II verkocht aan de Tegelsche Kleiwarenfabriek Alfred Russel voor ƒ250,- per stuk. Hier zijn ze omgebouwd voor een spoorwijdte van 600 mm en voor de brandstof benzine. Ze zijn tot 1934 gebruikt voor het vervoer van kipkarren met klei uit de Wambachgroeve op de Tegelse steilrand naar de fabriek. De rest van het materieel was in de remise van Venlo en dit werd in 1925 verkocht aan Van den Bergh’s ijzergieterij te Blerick en de Venlose oud-ijzerhandelaar Bernard Noach. Veel rijtuigen kregen een tweede leven als tuinhuisje. In 1944 werd de remise in Venlo verwoest door oorlogshandelingen. In 1950 waren de resten van rijtuig 12 en locomotief III nog in Roermond te zien bij firma Jambroers.